# Marzigetta
Marzigetta là một chi bướm đêm thuộc họ Erebidae.